# Nationaal park Asinara
Het Nationaal park Asinara (Italiaans: Parco nazionale dell'Asinara) is een nationaal park op het eiland Asinara. Dit eiland ligt ten noordwesten van Sardinië.
Het park is het gehele jaar geopend. Men kan het park per boot bereiken vanuit Porto Torres en Stintino. Het park is ingesteld als nationaal park in 1997. Het heeft een oppervlakte van 5170 hectare land. Ook maakt 21.790 hectare zee deel uit van het park.

## Important Bird Area
Het nationale park en de rest van het eiland zijn aangewezen als Important Bird Area door BirdLife International vanwege het belang voor significante populaties van de Audouins meeuw, dwergstern en de slechtvalk.